# Anett Németh
Anett Németh (* 13. Dezember 1999 in Budapest) ist eine ungarische Volleyballspielerin.

## Karriere
Németh spielte von 2014 bis 2016 in der Juniorinnen-Nationalmannschaft. Mit Vasas Budapest wurde sie 2017 ungarische Vizemeisterin. Mit der A-Nationalmannschaft stand sie 2018 im Endspiel der European Golden League. Anschließend ging die Diagonalangreiferin in die USA und spielte in der Universitätsmannschaft der Coastal Carolina University. 2021 wechselte Németh zum deutschen Bundesligisten SC Potsdam, mit dem sie gleich in ihrer ersten Saison deutsche Vizemeisterin wurde. Zu Beginn der Saison 2022/23 gewann Németh mit Potsdam den VBL-Supercup. Nachdem sie 2023 erneut die deutsche Vizemeisterschaft erreicht hatte, wechselte sie anschließend in die italienische „Serie A1“ zu Wash4Green Pinerolo.